# Iphigenie in Aulis
Iphigenie in Aulis (altgriechisch Ἰφιγένεια ἡ ἐν Αὐλίδι Iphigéneia hē en Aulídi) ist eine Tragödie des griechischen Tragikers Euripides, die zwischen 408 v. Chr. und 406 v. Chr. entstand. Nach dem Tod des Dichters wurde sie von seinem Sohn, Euripides dem Jüngeren, an den Dionysien 405 v. Chr. aufgeführt, zusammen mit den Bakchen und Alkmaion in Korinth. Die zentrale Figur der Handlung ist Iphigenie, die Tochter Agamemnons und Klytaimnestras.

## Handlung
Das griechische Heer zieht unter Agamemnons Führung nach Troja, um im Trojanischen Krieg zu kämpfen, und landet auf dem Weg dorthin in der Hafenstadt Aulis in Böotien. Dort bewirkt die Göttin Artemis eine anhaltende Windstille und macht die Weiterfahrt unmöglich. Wie der Seher Kalchas prophezeit, wird die Göttin die Windstille erst aufheben, wenn die Griechen Iphigenie geopfert haben. Daher ist der Heerführer Agamemnon durch göttlichen Willen gezwungen, seine Tochter zu opfern, wenn er mit seinem Heer Troja erreichen will.
Iphigenie ist bereits auf dem Weg nach Aulis, wo sie sich mit dem Helden Achilleus verloben soll. Ihr Vater Agamemnon versucht sie durch einen Brief zu warnen, aber sein Bruder Menelaos fängt den Brief ab und stellt Agamemnon zur Rede. Im Streit mit dem Bruder will Menelaos schon nachgeben, als ein Bote meldet, dass Iphigenie in Begleitung ihrer Mutter Klytaimnestra und ihres Bruders Orestes erscheinen wird. Menelaos wird von Mitleid gepackt und will die Opferung verhindern, aber Agamemnon beschließt, das Opfer durchzuführen und vor Klytaimnestra geheim zu halten.
Als Iphigenie, Orestes und Klytaimnestra in Aulis anlangen, begrüßt Agamemnon sie herzlich. Iphigenie freut sich sehr, ihren Vater wiederzusehen. In der nächsten Szene ist Klytaimnestra mit Achilleus allein und erklärt ihm, Agamemnon habe ihn in eine Intrige verwickelt: Die angebliche Verlobung, von der Achilleus erst zu dem Zeitpunkt erfährt, ist nur ein Vorwand, um Iphigenie nach Aulis zu schaffen; dies hat Klytaimnestra von einem alten Diener erfahren. Achilleus ist entschlossen, Iphigenie zu retten. Im Folgenden spitzt sich der Konflikt zwischen Achilleus, Agamemnon und Iphigenie zu. Agamemnon ist entschlossen, seine Tochter für Griechenland zu opfern; Achilleus will das Opfer verhindern; Iphigenie erklärt schließlich, sie sei bereit, für Griechenland zu sterben. Sie wird daraufhin zum Opfer geschmückt und geweiht.
Am Schluss des Stückes steht ein Botenbericht, aus dem hervorgeht, dass Iphigenie von Artemis gerettet wurde: Die Göttin hat als dea ex machina Iphigenie zu den Göttern entrückt, an ihrer Stelle wurde eine Hirschkuh geopfert.

## Rezeption
Die Tragödie Iphigenie in Aulis hat große Wirkung auf die Literatur und andere Künste ausgeübt. Bereits in der Antike griffen die römischen Dramatiker Gnaeus Naevius und Quintus Ennius den Stoff in eigenen Tragödien auf, die nur fragmentarisch erhalten sind. Seit der Renaissance entstanden viele Übersetzungen, Nachdichtungen und dramatische Bearbeitungen des Stückes. Jean Racines Tragödie Iphigénie (1674) bildete neben dem euripideischen Original die Quelle für zahlreiche Opern, die ab dem 18. Jahrhundert entstanden, worunter Nicola Porporas Ifigenia in Aulide (London 1735),  Glucks Iphigénie en Aulide (Paris 1774) und Martín y Solers Ifigenia in Aulide (Neapel 1779). Dramatische Adaptionen veröffentlichten unter anderem Konrad Levezow (1804) und Gerhart Hauptmann (1943) (Iphigenie in Aulis). Regisseur Michael Cacoyannis legte 1977 basierend auf der Tragödie den Film Iphigenie vor. Giorgos Lanthimos spielt mit dem Titel seines Films The Killing of a Sacred Deer (2017) auf die Tragödie an und gibt damit gleichzeitig einen Schlüssel zu einer möglichen Interpretation dieses Werkes über Schuld, Verhängnis und Sühne. Joanna Bednarczyk und Ewelina Marciniak knüpfen (2022) mit Iphigenia an aktuelle Diskurse wie MeToo an und liefern eine moderne Untersuchung über Gewalt und Moral, über die Widersprüche der eigenen inneren ethischen Maßstäbe, deren Fragilität und Verhandelbarkeit, sowie über die Frage, wen wir warum verurteilen. Aber vor allem ist es ein Versuch, die Figur von Opfer-Zuschreibungen zu befreien.

### Textausgaben
- The Iphigeneia at Aulis of Euripides. Edited with Introduction and Critical and Explanatory Notes by E. B. England. London 1891.
- Euripides, Iphigenia Aulidensis. Edidit Hans-Christian Günther. Leipzig 1988 (Bibliotheca Teubneriana).
- Walter Stockert: Euripides, Iphigenie in Aulis. 2 Bände, Wien 1992.

### Übersetzungen
- Friedrich Schiller: Iphigenie in Aulis. Köln 1790 (ursprünglich erschienen in der Thalia 2,6–7, 1788).
- Gustav Ludwig: Iphigenia in Aulis. In: Euripides Werke, metrisch übersetzt und mit Anmerkungen begleitet. 2. Bändchen, Stuttgart 1837 (Griechische Dichter in neuen metrischen Uebersetzungen 12).
- Johann Jakob Christian Donner: Iphigenie in Aulis. In: Euripides. Zweiter Band, Heidelberg 1845, S. 1–73.
- Johann Adam Hartung: Iphigenia in Aulis. In: Euripides’ Werke. Griechisch mit metrischer Uebersetzung und prüfenden und erklärenden Anmerkungen. 14. Bändchen, Leipzig 1852.
- Ernst Buschor: Euripides, Orestes. Iphigenie in Aulis. Die Mänaden. Übertragen und erläutert. München 1960.
- Horst-Dieter Blume: Euripides: Iphigenie in Aulis. Übersetzung, Anmerkungen und Nachwort. Stuttgart 2014.

### Sekundärliteratur
- Heinz Neitzel: Prolog und Spiel in der Euripideischen Iphigenie in Aulis. In: Philologus. Band 131 (1987), S. 185–223.
- Susanne Aretz: Die Opferung der Iphigeneia in Aulis. Die Rezeption des Mythos in antiken und modernen Dramen. Stuttgart 1999 (Beiträge zur Altertumskunde 131)
- Rainer Nickel: Lexikon der antiken Literatur. Düsseldorf/Zürich 1999, S. 479.